# Радиостанция «РВ-96»
Радиостанция «РВ-96» — коротковолновая радиостанция. При мощности 120 кВт являлась самой мощной в мире коротковолновой радиостанцией. Была создана в 1936—1938 годах академиком Александром Львовичем Минцем. Проектировалась для международного вещания в направлении Дальнего Востока, США и Австралии. До войны располагалась в Ногинске, была эвакуирована в Свердловск (ныне Екатеринбург), где через станцию голосом Юрия Борисовича Левитана вещались сводки Совинформбюро.